# La fine del gioco (film 1987)
La fine del gioco (No Man's Land) è un film del 1987 diretto dal regista Peter Werner.

## Trama
Il giovane poliziotto Benjy Taylor si infiltra in una organizzazione di ladri e riciclatori di automobile che, forse, hanno ucciso un agente. Benjy diventa amico del capo della banda, Ted Warrick, e si lascia affascinare dall’ambiente. Intanto la catena di omicidi si allunga e, finalmente, Beniy si scuote…